# 翼管螺科
翼管螺科（学名：Pterotracheidae）是玉黍螺目下的一个科。

## 下属分类
本科包括以下属：
- Firoloida Lesueur, 1817
- 翼管螺属 Pterotrachea Forsskål, 1775